# 91428 Cortesi
91428 Cortesi este un asteroid din centura principală de asteroizi.

## Descriere
91428 Cortesi este un asteroid din centura principală de asteroizi. A fost descoperit pe 20 august 1999 la Gnosca de Stefano Sposetti. Asteroidul prezintă o orbită caracterizată de o semiaxă mare de 2,63 ua, o excentricitate de 0,14 și o înclinație de 11,8° în raport cu ecliptica.